# Železniška postaja Šoštanj
Železniška postaja Šoštanj je ena izmed železniških postaj v Sloveniji, ki oskrbuje bližnje naselje Šoštanj.